# Symphonie no 51 de Joseph Haydn

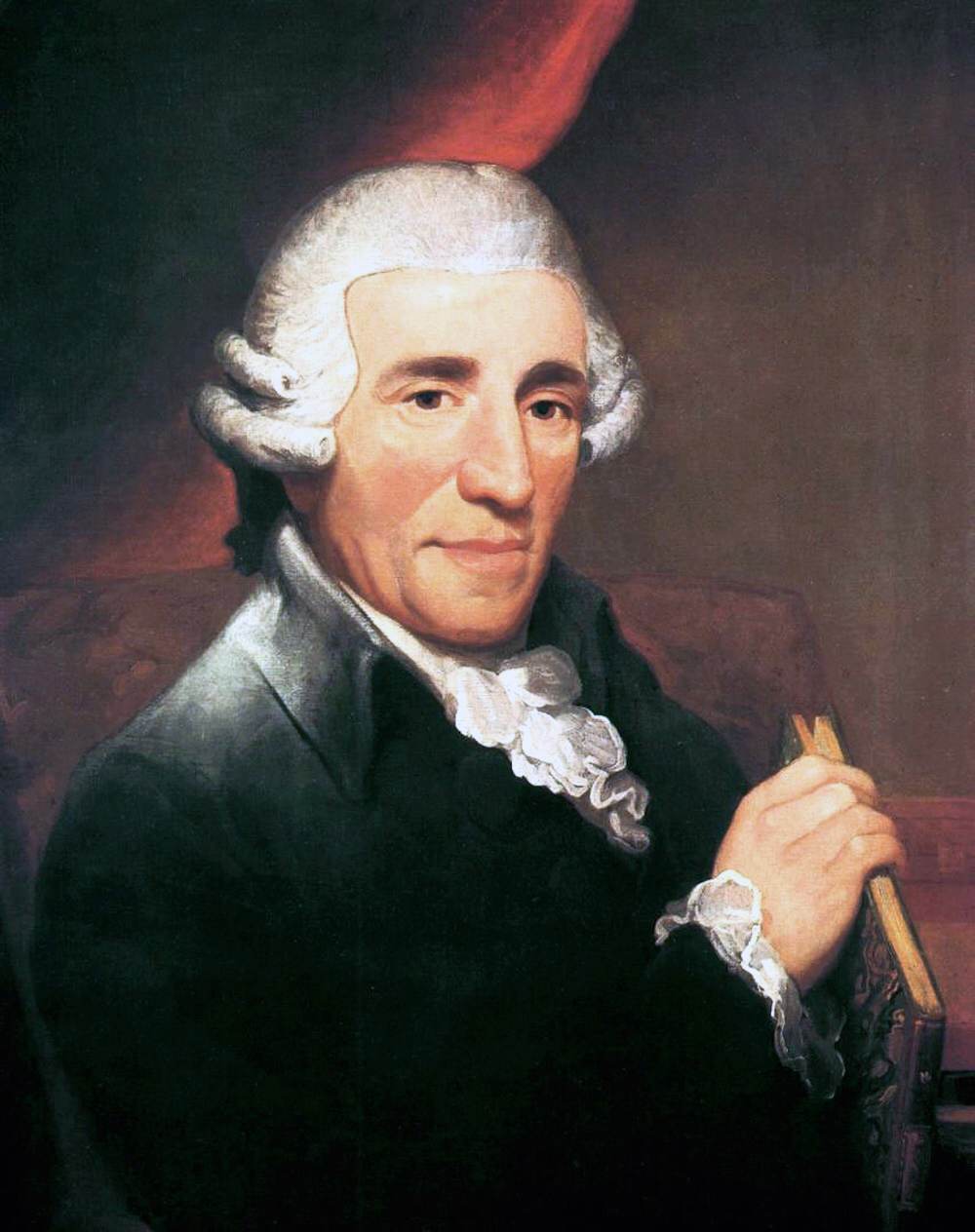
Joseph Haydn

La Symphonie no 51 de Joseph Haydn en si bémol majeur Hob.51 est une symphonie du compositeur autrichien Joseph Haydn. Composée en 1773 ou 1774, elle comporte quatre mouvements.

## Analyse de l'œuvre
1. Vivace
2. Adagio
3. Menuet
4. Allegro

Le 3e mouvement comporte deux trios différents, ce qui est inhabituel.
Durée approximative : 30 minutes.

## Instrumentation
- Deux hautbois, un basson, deux cors (si, mi), cordes.

Cette symphonie est notamment réputée pour ses parties de cor d'une très grande difficulté, ce qui lui vaut parfois le surnom de "symphonie concertante pour deux cors". Le deuxième mouvement (adagio) commence par un solo du 1er cor en mi bémol riche rythmiquement et montant jusqu'au contre-fa sur la partition (soit un contre-mi bémol pour un corniste lisant en fa et un la bémol en ut), suivi immédiatement de pédales jouées par le second cor (également en mi bémol) dans un registre extrêmement grave (avec un fa dièse grave comme maximum, soit un mi bécarre pour un cor en fa et un la grave en ut, plus grave que la corde de do des violoncelles). Ces solos réapparaissent à plusieurs reprises du fait des règles de forme de l'adagio.
Le troisième mouvement (Menuet) comporte également à plusieurs reprises pour le premier cor (avec une transposition en si bémol alto) un contre-ut, ce qui correspond à un contre-fa pour un corniste lisant en fa et à un si bémol aigu en ut. Cela constitue une des notes les plus aiguës jamais écrites pour le cor qui reste tout le long dans un registre aigu, voire suraigu. Le second cor présente des parties rythmiques exigeantes sur un ambitus très large, de l'aigu au très grave.
Pour ces raisons, cette symphonie reste assez rarement jouée dans sa totalité.